# Estamos en la pecera
Estamos en la pecera es el séptimo álbum de estudio del grupo argentino Vox Dei, editado en 1975 por CBS.
Es también el primero sin Ricardo Soulé, quien se alejó de la banda en 1974, y el único con el guitarrista Carlos Michelini.

## Grabación y contenido
Willy Quiroga y Rubén Basoalto contratan a los guitarristas Carlos Michelini y Beto Fortunato como reemplazos de Ricardo Soulé y Carlos Rodríguez a mediados de 1974, y graban la canción "Nada es tan difícil como estar vivo", la cual sólo apareció en un compilado llamado Rock Competition.
Tras esto Fortunato se retira del grupo; ya reducidos a trío, Michelini, Basoalto y Quiroga registran Estamos en la pecera.
Este disco resulta ser uno de los más particulares de la banda, dado que está fuertemente influenciado por la situación grupal que estaba atravesando Vox Dei por aquel entonces, amén de contener tan sólo seis canciones.
Las presentaciones de este álbum se llevaron a cabo durante 1975 hasta principios de 1976, en donde contaron con la participación de Lito Olmos en teclados, en algunos shows. Tras esto, Michelini deja la banda para radicarse en España.
Junto a Ciegos de siglos, este trabajo estuvo descatalogado por décadas, hasta que en diciembre de 2016 se reeditaron por primera vez en CD, en una coproducción La Rompe Records y Sony Music.

## Canciones
*Todas las canciones fueron compuestas por Willy Quiroga, Rubén Basoalto y Carlos Michelini, excepto "Estamos en la pecera", compuesta por Michelini y Basoalto.
Lado A
1. "Estamos en la pecera" - 8:07
2. "Mientras Susy..." - 5:26
3. "Choque de corazas" - 6:11

Lado B
1. "Apurado y confundido" - 5:21
2. "Inventare mi vida" - 5:44
3. "Debes conocer las cosas que andan mal" - 7:31

## Músicos
Vox Dei
- Willy Quiroga - Bajo y voz.
- Rubén Basoalto - Batería, percusión y voz.
- Carlos Michelini - Guitarra y voz.

Invitados
- Las Tarántulas - Percusión.